# 370 Модестія
370 Модестія (370 Modestia) — астероїд головного поясу, відкритий 14 липня 1893 року Огюстом Шарлуа у Ніцці.